# Johann Knobloch (Sprachwissenschaftler)
Johann Knobloch (* 5. Jänner 1919 in Wien; † 25. Juli 2010 in Bonn) war ein österreichischer Sprachwissenschaftler. Er war Professor für Allgemeine und Vergleichende Sprachwissenschaft an verschiedenen Universitäten.
Seine Kindheit verbrachte er in Znaim. Knobloch studierte an der Universität Wien. Am 1. Dezember 1939 wurde er zur Wehrmacht eingezogen und nahm am Frankreichfeldzug teil. Er wurde verwundet und verlor ein Bein. Im Jahr 1944 hielt sich Knobloch, vermittelt über das SS-Ahnenerbe, zehn Tage im „Zigeuner-Anhaltelager Lackenbach“ auf, um die Sprache der dort festgehaltenen Roma zu erforschen und konnte 1944 dazu promovieren. Im Jahr 1951 habilitierte sich Knobloch mit der Arbeit „Zur Vorgeschichte des indogermanischen Verbums“. Nach vier Jahren als Assistent erreichte ihn ein Ruf an die Universität Greifswald, den er annahm. Schon drei Semester später aber kam der Rückruf als Extraordinarius nach Innsbruck. Im Dezember 1961 wurde er zum ordentlichen Professor in Innsbruck ernannt. Im April 1963 folgte er einem Ruf an die Rheinische Friedrich-Wilhelms-Universität Bonn. Dort hatte er von 1967 bis 1984 den Lehrstuhl für Allgemeine und Vergleichende Sprachwissenschaft inne.
Knobloch war Ehrenmitglied in zahlreichen wissenschaftlichen Gesellschaften, korrespondierendes Mitglied der Gypsy Lore Society in Liverpool sowie Vorstands- und Ehrenmitglied der Gesellschaft für Deutsche Sprache (GfdS); er wurde 1983 mit dem Großen Goldenen Ehrenzeichen für Verdienste um die Republik Österreich ausgezeichnet. Auch war er Ehrenmitglied des Wiener Vereins Muttersprache und verfasste in dessen Wiener Sprachblättern über 100 Beiträge. Knobloch war verheiratet und blieb kinderlos.

## Werke
- Volkskundliche Sinti-Texte: Berichte deutscher Zigeuner über ihre Stammessitten; 1950
- Zur Vorgeschichte des indogermanischen Verbums, Habilitation, 1951
- Romāni-Texte aus dem Burgenland; 1953
- Sprachwissenschaftliches Wörterbuch, 1986
- Sprache und Religion. 3 Bände, Heidelberg 1979, 1983, 1986